# Ex:El
Ex:El es el nombre del cuarto álbum de la banda electrónica inglesa 808 State, liderada por el músico y productor Graham Massey. Fue lanzado el 2 de marzo de 1991 en el Reino Unido y el 9 de mayo del mismo año en los Estados Unidos.  En este álbum colabora la cantante islandesa Björk como vocalista para dos canciones: Qmart y Ooops.
Ex:El está integrado por 13 canciones y corresponde al género de música electrónica, con un estilo techno, a diferencia de otras producciones suyas que poseían un estilo acid house.

## Lista de canciones
1. San Francisco (4:56)
2. Spanish heart (3:51)
3. Leo Leo (4:01)
4. Qmart (4:58)
5. Nephatiti (4:49)
6. Lift (5:12)
7. Ooops (4:41)
8. Empire (4:20)
9. In yer face (3:18)
10. Cübik (4:05)
11. Lambrusco cowboy (4:05)
12. Techno bell (4:55)
13. Olympic  (4:21)